# Villanueva de las Torres
Villanueva de las Torres – gmina w Hiszpanii, w prowincji Grenada, w Andaluzji, o powierzchni 66,89 km². W 2011 roku gmina liczyła 700 mieszkańców.
Jest znana jako miasto trzech kłamstw, ponieważ nie jest ani miastem, ani nie jest nowy, ani nie ma wież, na co wskazywałaby nazwa.